# Bergsjön (Lena socken, Västergötland)
Bergsjön är en sjö i Vårgårda kommun i Västergötland och ingår i Göta älvs huvudavrinningsområde. Sjön är 16,9 meter djup, har en yta på 0,133 kvadratkilometer och är belägen 125,5 meter över havet. Sjön avvattnas av vattendraget Kampetås Bäck. Vid provfiske har abborre och gädda fångats i sjön.

## Delavrinningsområde
Bergsjön ingår i det delavrinningsområde (643157-130956) som SMHI kallar för Mynnar i Säveån. Medelhöjden är 138 meter över havet och ytan är 5,54 kvadratkilometer. Det finns inga avrinningsområden uppströms utan avrinningsområdet är högsta punkten. Kampetås Bäck som avvattnar avrinningsområdet har biflödesordning 3, vilket innebär att vattnet flödar genom totalt 3 vattendrag innan det når havet efter 68 kilometer. Avrinningsområdet består mestadels av skog (72 procent). Avrinningsområdet har 0,81 kvadratkilometer vattenytor vilket ger det en sjöprocent på 14,5 procent.